# 고산동 (의정부시)
고산동(高山洞)은 대한민국 경기도 의정부시의 동부에 위치한 행정동이자 법정동이다.

## 연혁
- 1980년 4월 1일 : 양주군에서 남양주군이 분리되면서 별내면 고산리, 산곡리가 의정부시에 편입되었다.
- 2024년 7월 1일 : 고산동(법정동 : 고산동, 산곡동)이 송산1동에서 분동하였다.

## 행정 구역
- 고산동

내동면 고산리와 입암리가 1914년 행정구역 폐합 때 별내면 고산리로 개칭되어 양주군에 속했다가, 1980년 4월 1일 의정부시로 편입되면서 고산동이 되었다.
- 산곡동

내동면 산곡리와 별비면 흑석리가 1914년 행정구역 폐합 때 별내면 산곡리로 개칭되어 양주군에 속했다가, 1980년 4월 1일 고산동과 함께 의정부시로 편입되면서 산곡동이 되었다.

## 교육
- 고산초등학교
- 훈민초등학교
- 훈민중학교

## 주거
| 단지명                         | 건설사       | 시행사                 | 주소                | 입주        | 비고     |
| ------------------------------ | ------------ | ---------------------- | ------------------- | ----------- | -------- |
| 고산 대광로제비앙 더 퍼스트    | 대광건영㈜   | 대광건영㈜             | 서광로 169 (산곡동) | 2020년 4월  |          |
| 의정부 더샵 리듬시티           | 포스코이앤씨 | 포스코이앤씨           | 서광로 54 (산곡동)  | 2024년 9월  |          |
| 리듬시티 우미 린               | 우미건설     | ㈜엠비앤임대피에프브이 | 문화로 182 (산곡동) |             | 민간임대 |
| 한양수자인 디에스티지 1단지    | 비에스한양㈜ | 보성산업㈜             | 서광로 121 (산곡동) | 2023년 5월  | 민간임대 |
| 한양수자인 디에스티지 2단지    | 비에스한양㈜ | 한양㈜                 | 수암로 25 (산곡동)  | 2023년 5월  |          |
| 한양수자인 디에스티지 아트포레 | 비에스한양㈜ | 보성산업㈜             | 문화로 38 (산곡동)  | 2023년 5월  |          |
| 고산 대방노블랜드 에듀파크     | 대방건설     | ㈜디비산업개발         | 서광로 210 (고산동) | 2020년 11월 |          |